# West South Central states

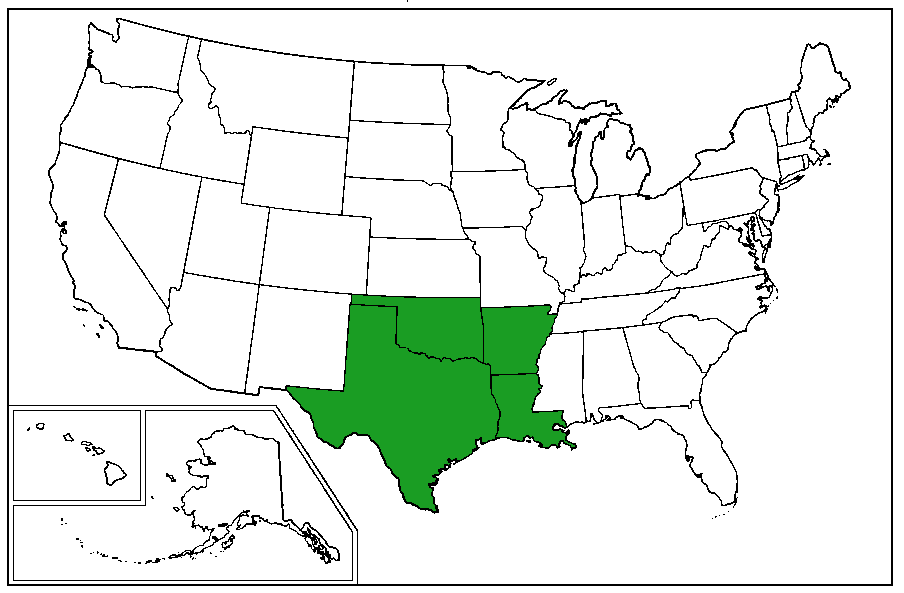
West South Central states

Die West South Central states (oder West South Central Division) bilden eine der neun geografischen Unterteilungen innerhalb der Vereinigten Staaten, die vom United States Census Bureau offiziell anerkannt sind. Die Staaten der Division gehören zu den Südstaaten.
Die Division besteht aus vier Staaten: Arkansas, Louisiana, Oklahoma und Texas. Texas ist dabei flächen- und bevölkerungsmäßig größer als die drei anderen Staaten zusammen. Die Division ist eine der drei Regionen, die zusammen die breitere Region des Census Bureau bilden, die als Süden bekannt ist (die anderen beiden sind die South Atlantic states und die East South Central states).